# Clapra
Clapra is een geslacht van vlinders van de familie spinneruilen (Erebidae), uit de onderfamilie Calpinae.

## Soorten
- C. asthenoides Möschler, 1880
- C. atalanta Schaus, 1912
- C. deucalion Schaus, 1914
- C. ero Möschler, 1880
- C. marginata Warren, 1889
- C. oculata Schaus, 1914
- C. punctulosa Walker, 1865
- C. uzza Schaus, 1911